# Vọng Mô
Vọng Mô' (chữ Hán giản thể: 望谟县, bính âm: Wàngmó Xiàn, âm Hán Việt: Vọng Mô huyện) là một huyện thuộc Châu tự trị dân tộc Bố Y và dân tộc Miêu Kiềm Tây Nam, tỉnh Quý Châu, Cộng hòa Nhân dân Trung Hoa. Huyện này có diện tích 3006 ki-lô-mét vuông, dân số năm 2002 là 280.000 người. Huyện Vọng Mô được chia thành 8 trấn và 9 hương.
- Trấn: Phục Hưng, Lạc Nguyên, Đả Dịch, Lạc Vượng, Tang Lang, Tân Đồn, Thạch Đồn và Nạp Dạ.
- Hương: Khảm Biên, Ấp Nhiêu, Giao Nạp, Đại Quan, Giá Xuân, Côn Vũ, hương dân tộc Dao Du Mại, Ma Sơn và Đả Tiêm.